# Shire of Cranbrook
Shire of Cranbrook is een Local Government Area (LGA) in de regio Great Southern in West-Australië. Shire of Cranbrook telde 1.100 inwoners in 2021. De hoofdplaats is Cranbrook.

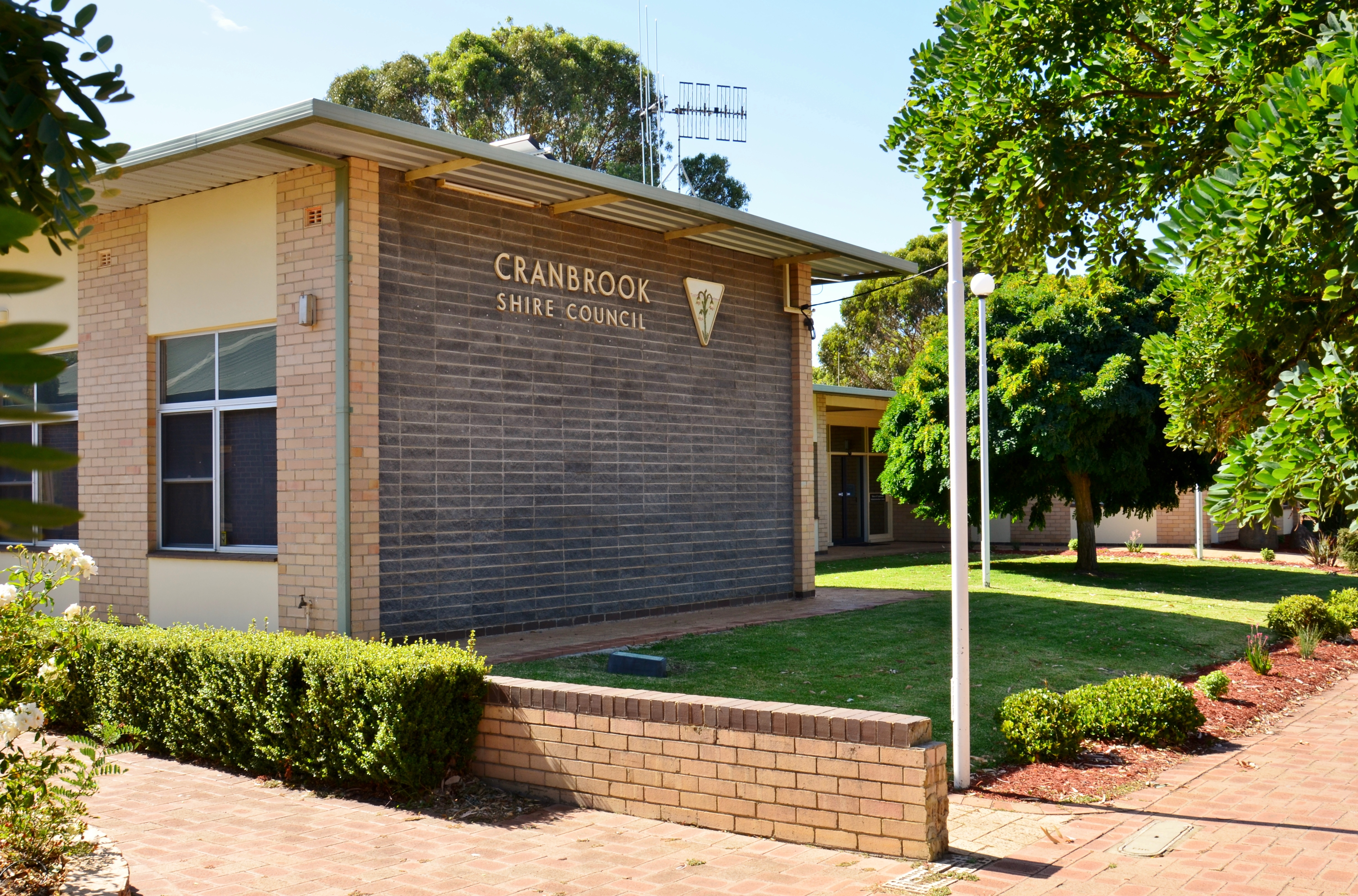
Districtskantoren

## Geschiedenis
Op 14 mei 1926 werd het 'Cranbrook Road District' opgericht. Ten gevolge de 'Local Government Act' van 1960 werd het district op 23 juni 1961 tot Shire of Cranbrook hernoemd.

## Beschrijving
Shire of Cranbrook ligt ongeveer 320 kilometer ten zuidzuidoosten van de West-Australische hoofdstad Perth en 90 kilometer ten noorden van Albany, de hoofdplaats van de regio Great Southern. Het is een landbouwdistrict en heeft een oppervlakte van ongeveer 3.270 km².
Het district telde 1.100 inwoners in 2021, tegenover 1.026 in 2006.

## Plaatsen, dorpen en lokaliteiten
- Cranbrook
- Frankland River
- Tenterden